# 홍성 상하리 석조미륵불입상
홍성 상하리 석조미륵불입상(禮山 上下里 石造彌勒佛立像)은 충청남도 홍성군 홍북읍 상하리에 있는, 고려시대의 석조 미륵보살 입상이다. 1979년 7월 3일 충청남도의 유형문화재 제87호로 지정되었다.

## 개요
민머리에 가늘고 긴 눈, 넓적하고 낮은 코, 비교적 작은 입이 평면적으로 표현되었다. 살며시 미소를 짓고 있다. 신체는 입체감 없이 평면적인데, 두 손을 아래위로 나란히 대고 있을 뿐 세부 묘사는 생략되었다.
지방양식을 잘 드러내고 있는 논산 관촉사 석조미륵보살입상(보물 제218호) 등 충청도 지방에 남아 있는 거대 불상들과 비슷한 계열의 작품으로 보인다.

## 사진

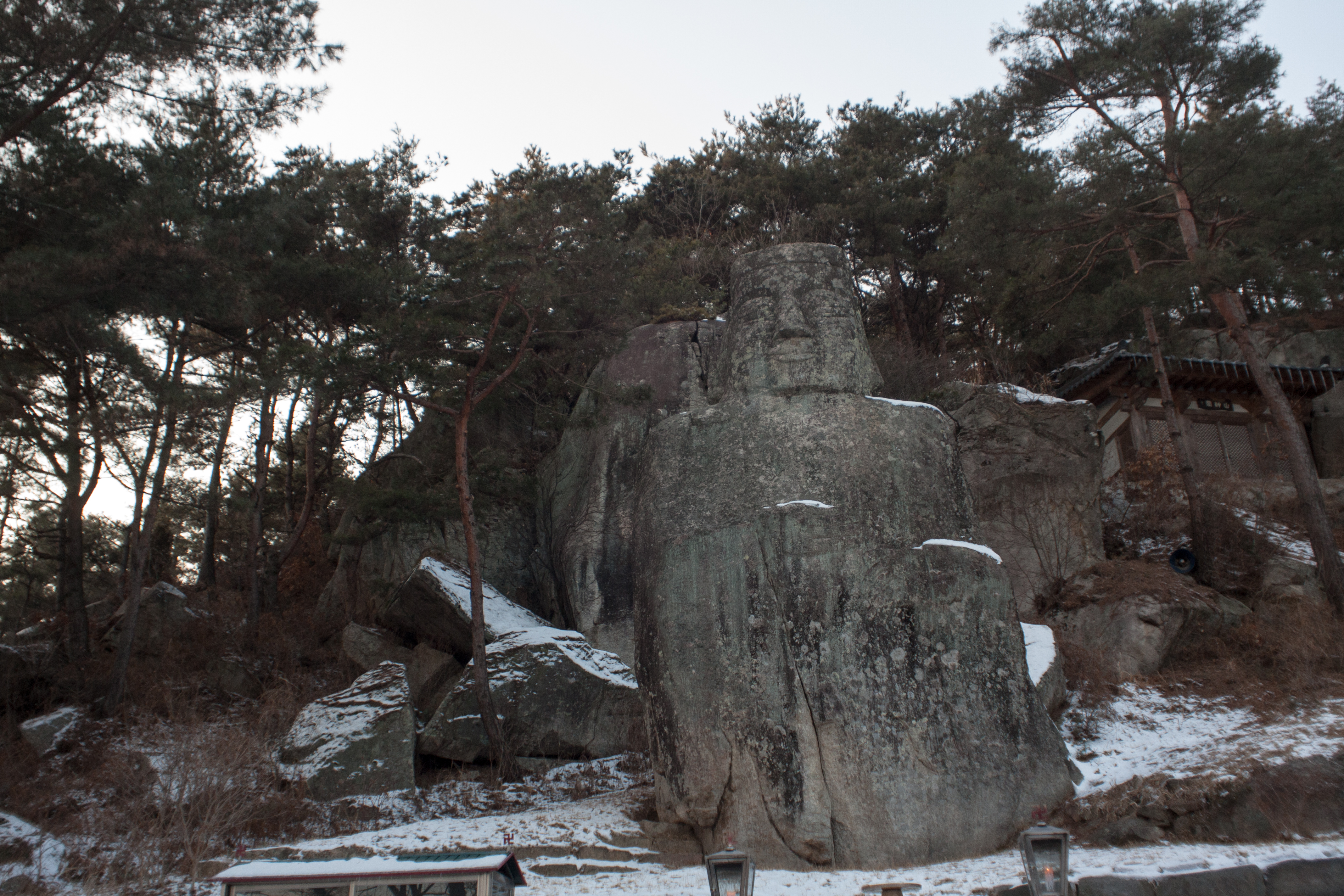
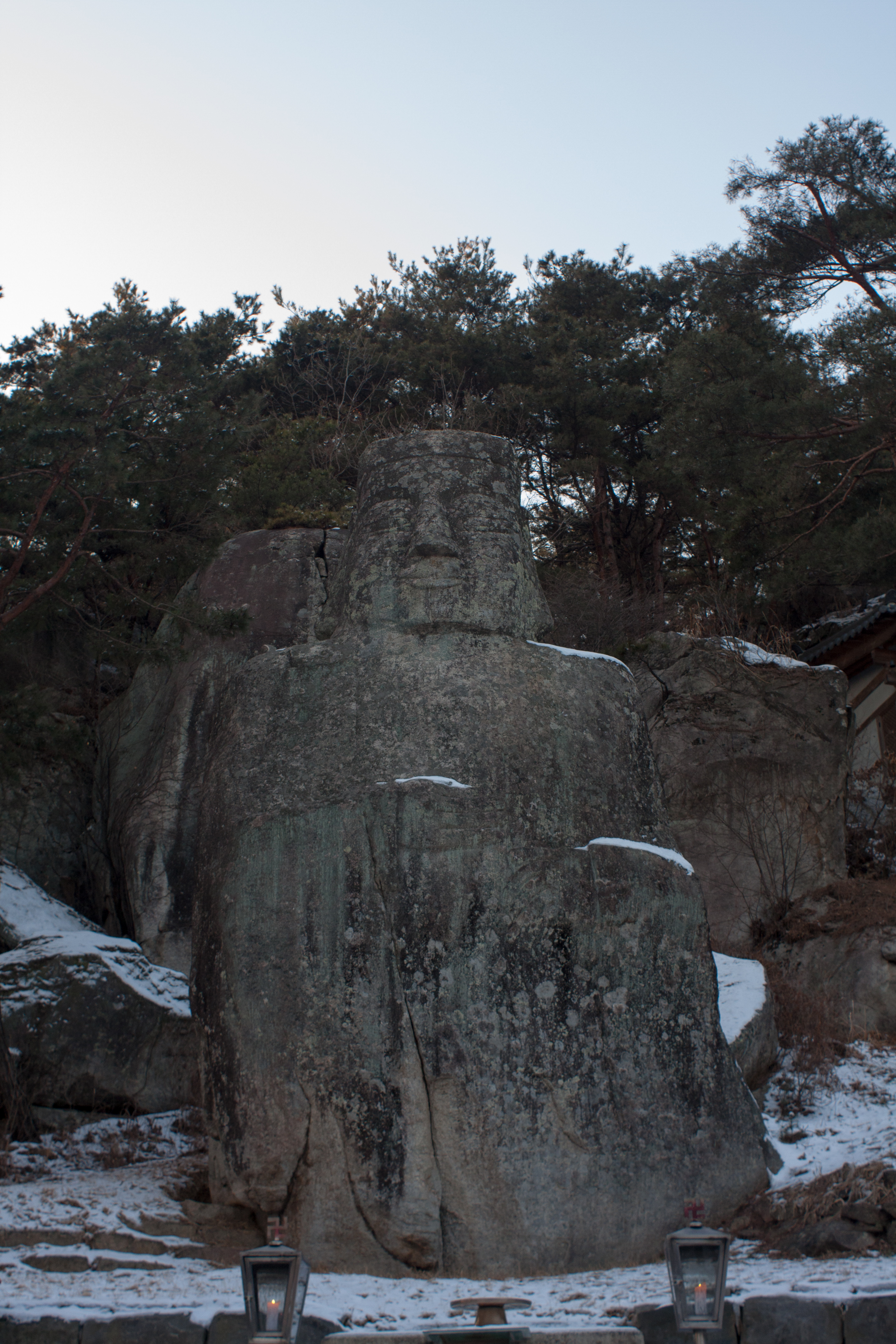
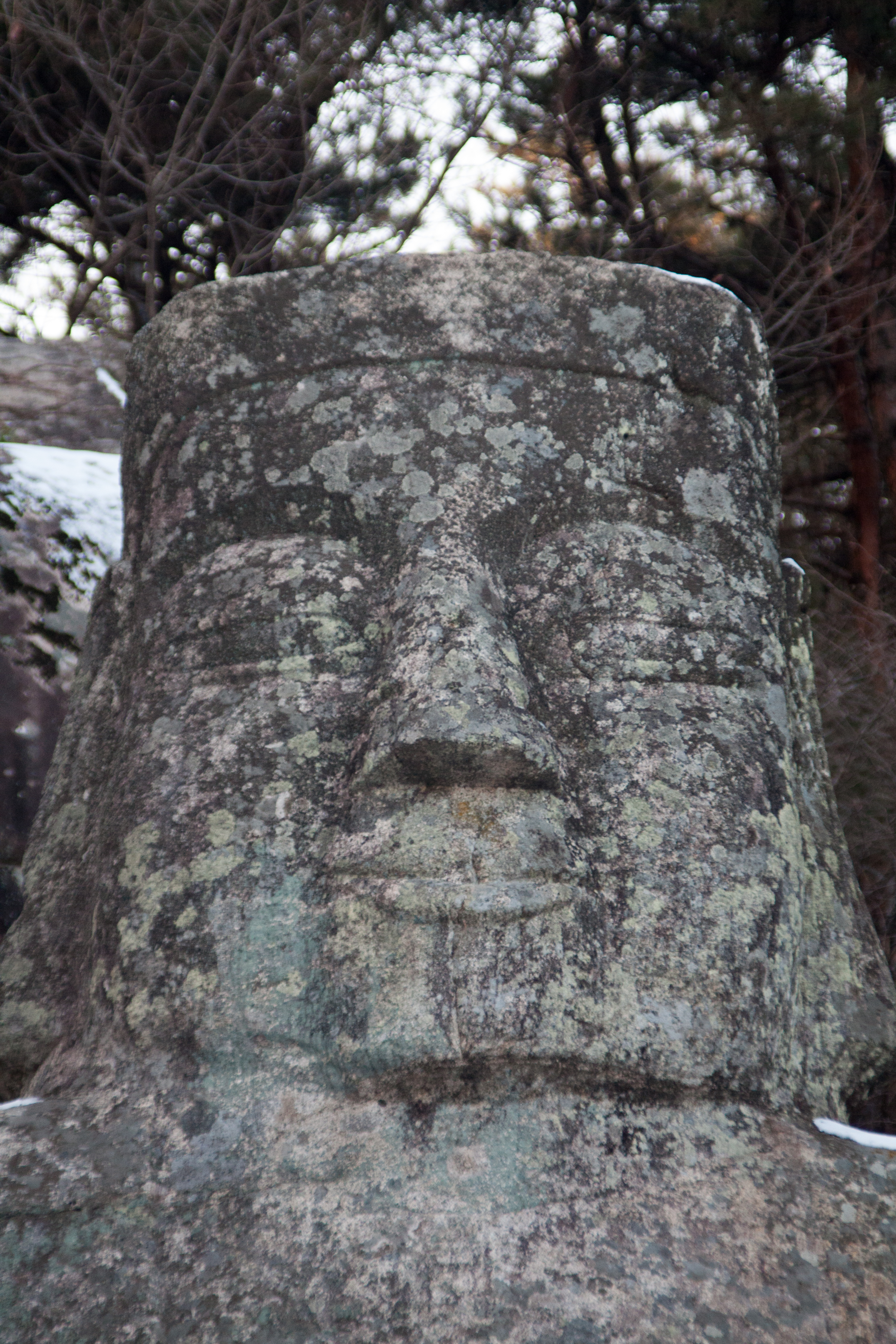
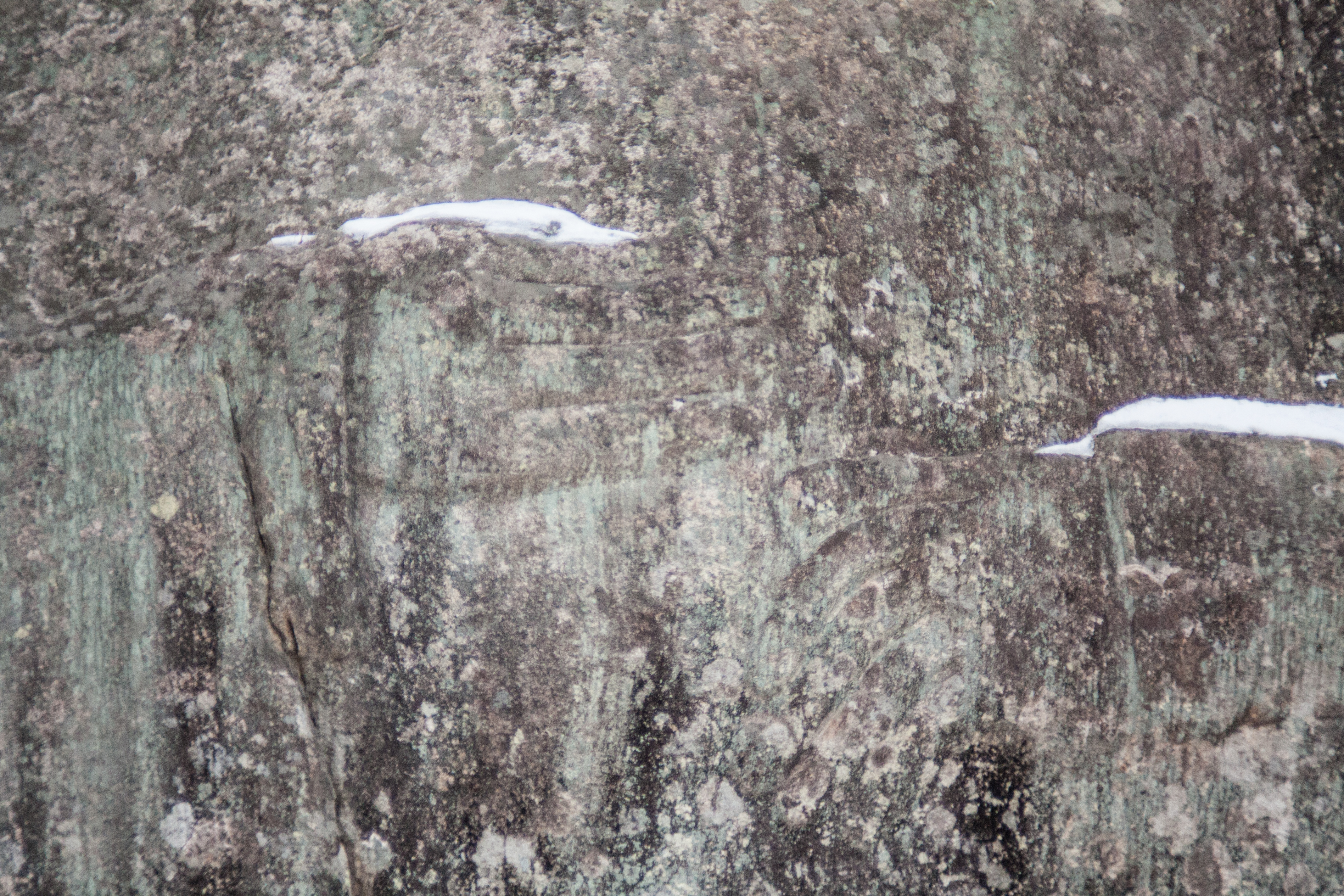
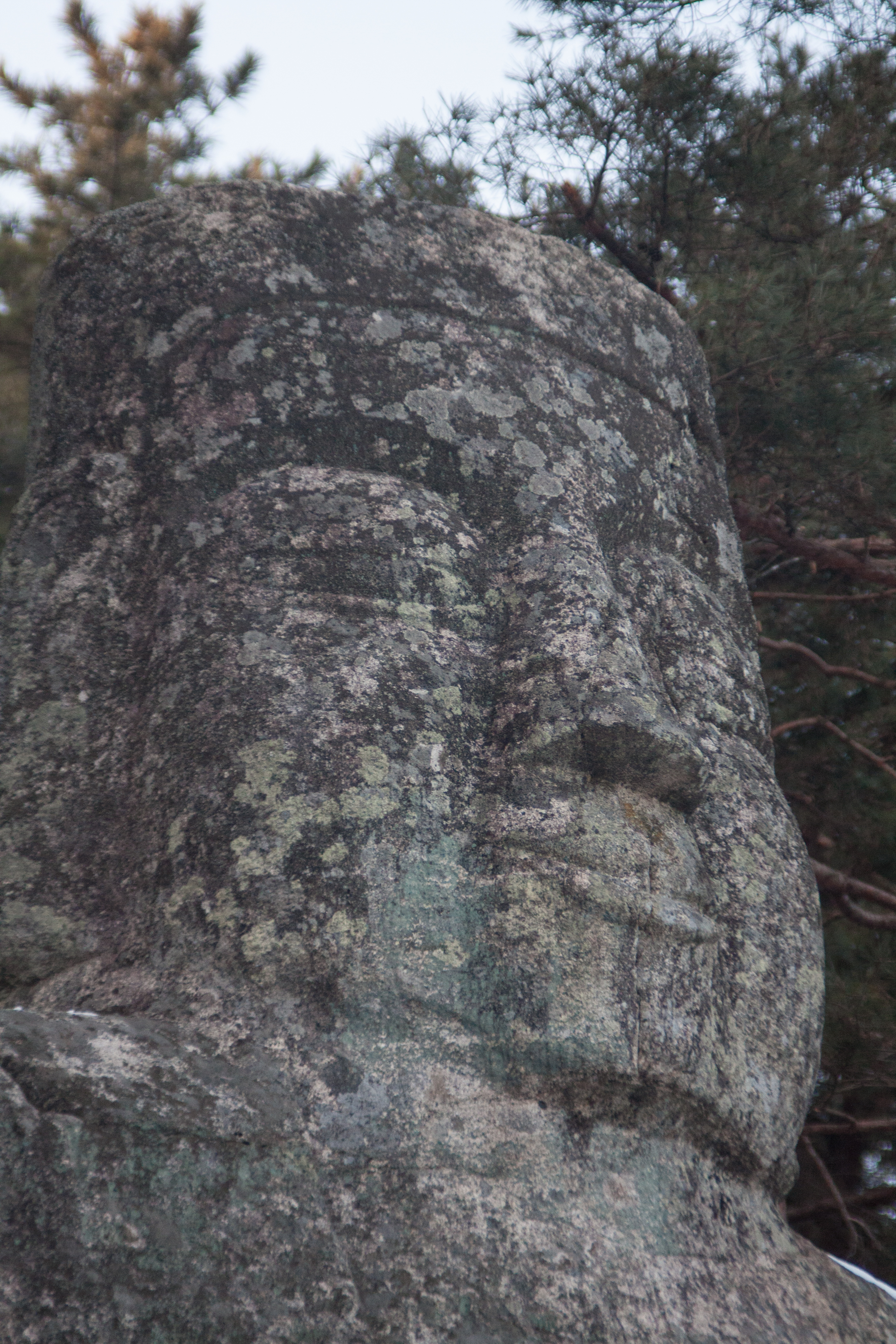

## 용도사
미륵불 인근에 용도사 절이 있다.